# Douce nuit, sainte nuit

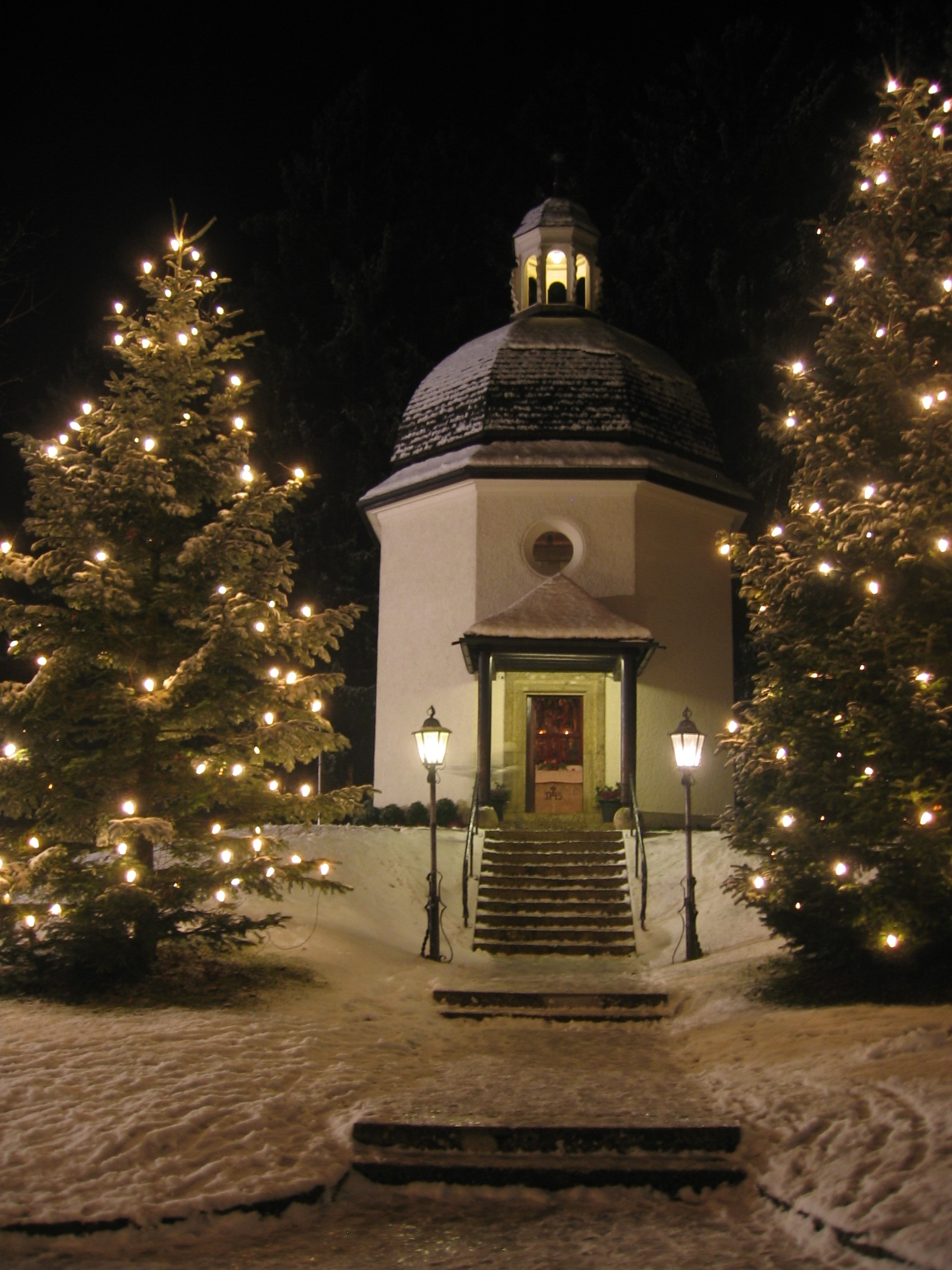
La chapelle commémorative Douce-Nuit à Oberndorf.

Douce nuit, sainte nuit (en allemand : Stille Nacht, heilige Nacht ) est l'un des chants de Noël les plus célèbres au monde représentant Noël dans l'espace germanophone. Il est chanté pour la première fois à la veille de Noël 1818 dans l'église Saint-Nicolas à la ville autrichienne d'Oberndorf bei Salzburg. Depuis mars 2011, Douce nuit, sainte nuit appartient au patrimoine culturel immatériel de l'humanité reconnu par l'UNESCO.

## Histoire

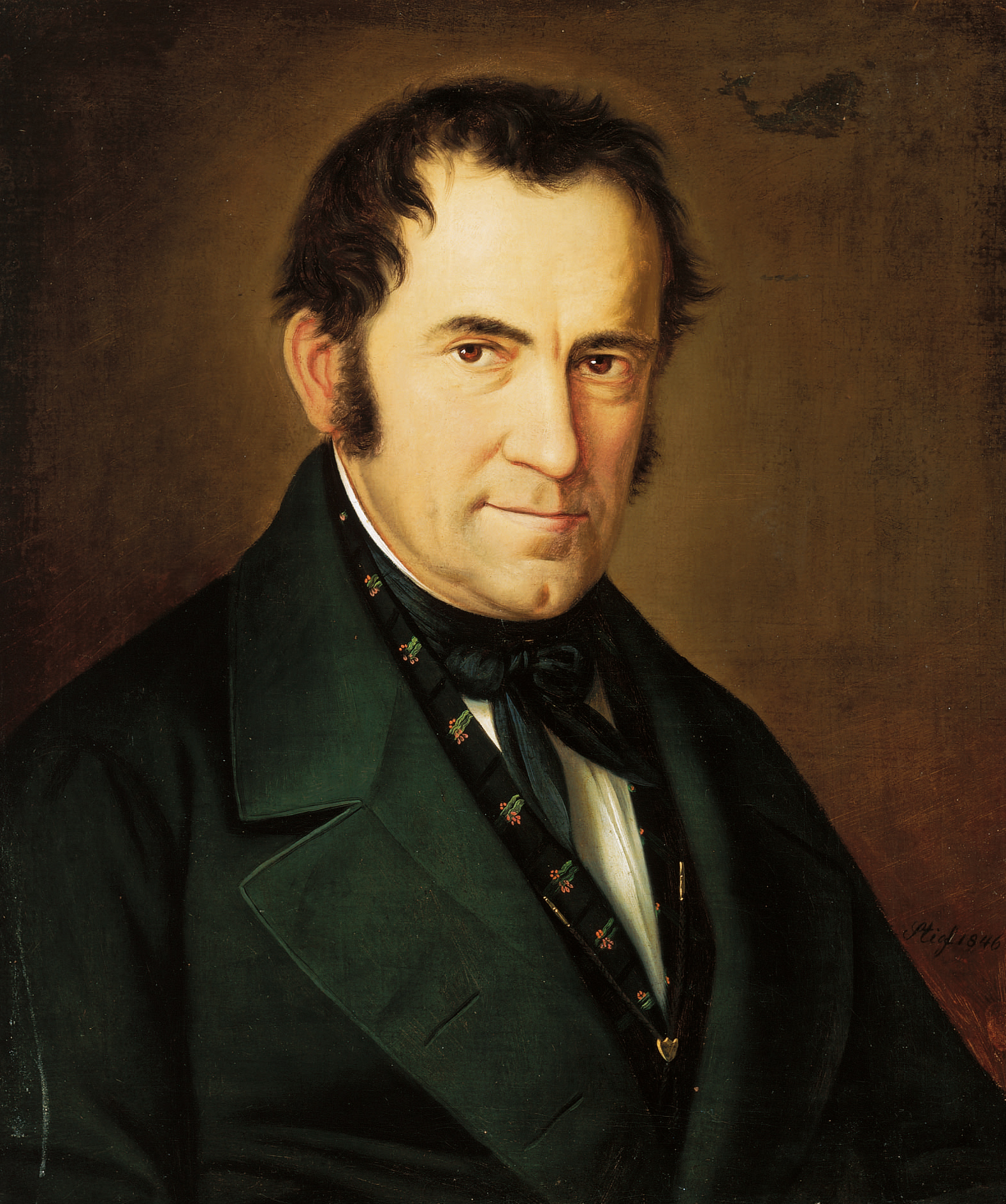
Franz Xaver Gruber (1846).

Ce chant est déjà écrit en 1816 par le prêtre Joseph Mohr (1792-1848) qui est alors coadjuteur à la paroisse de Mariapfarr dans les Alpes salzbourgeoises. En septembre 1817, il arrive à Oberndorf où l'organiste Franz Xaver Gruber (1787-1863) travaille comme enseignant. À la demande de Mohr, Gruber compose la ligne mélodique inspirée du poème avant Noël 1818. La transcription la plus ancienne découverte remonte à l'an 1823, et est conservée au Musée de Salzbourg.
Les raisons de la composition du chant ne sont pas certaines. Une hypothèse est que l'orgue vieillissant de l'église n'étant plus en état, Mohr et Gruber décident alors de créer un chant destiné à être accompagné à la guitare. D'Oberndorf, le chant populaire se répand ainsi dans le monde entier. L'Allgemeine musikalische Zeitung note une représentation au Gewandhaus de Leipzig en 1832. La chanson étant l'une des préférée du roi Frédéric-Guillaume IV de Prusse, sa Staatskapelle de Berlin demande une transcription à l'archi-abbaye Saint-Pierre de Salzbourg et tombe ainsi sur la paternité de Franz Xaver Gruber.
Le 24 décembre 1914, le long du front belge près d'Ypres, quelques soldats allemands allument des bougies et entonnent Douce nuit ; le chant est repris par des combattants anglais et une « Trêve de Noël » s'instaure, pour une journée. Une version de Bing Crosby, chantée durant une émission radio de Noël 1934, devient l'un des singles les plus vendus dans le monde.

## Paroles
Il existe plus d'une centaine de traductions de Stille Nacht, heilige Nacht. En plus de plusieurs versions françaises, on peut citer le Silent Night, Holy Night anglais, le Astro del Ciel italien et Noche de Paz, noche de amor espagnol, Nozvezh sioul breton, Oíche Chiúin gaélique, Sinte Neuye lorrain, etc.
| Texte original | traduction littérale | version française |
| --- | --- | --- |
| Stille Nacht, heilige Nacht! Alles schläft, einsam wacht Nur das traute, heilige Paar. Holder Knab' im lockigen Haar, Schlaf’ in himmlischer Ruh! | Calme Nuit, sainte nuit Tout dort ; uniquement veille Seul le saint couple marié Gracieux garçon au cheveu bouclé Dors dans le calme céleste Dors dans le calme céleste. | Douce nuit, sainte nuit Dans les cieux l’astre luit Le mystère annoncé s’accomplit Cet enfant sur la paille endormi C’est l’amour infini C’est l'amour infini. |

Une autre version du texte commence par les mots Ô nuit de paix, sainte nuit / Dans le ciel l'astre luit. Elle est, entre autres, endisquée par Céline Dion sur son deuxième album, en 1981. Une autre version de R. Reyon & M. Combre existe également.

## Quelques interprètes
- Elvis Presley, sur son album Elvis' Christmas Album paru en 1957[5],[6]

- Dalida, sur son simple Joyeux Noël paru en 1960
- Luis Mariano, sur son simple La Voix de son Maître paru en 1961
- Ginette Reno, sur son album Joyeux Noël paru en 1968
- Gérard Lenorman, sur son album Noël du monde paru en 1974
- Nicole Martin, sur son album Noël avec Nicole Martin paru en 1979
- Caravelli sur son album Noëls Par Caravelli de 1980[7].
- Céline Dion, sur son album Céline Dion chante Noël paru en 1981
- Richard Claydermann sur son album Ein Weihnachtstraum - Rêveries De Noël de 1982[8].
- Nicole Rieu, sur son album Nicole Rieu chante Noël paru en 1986[9].
- André Gagnon, sur son album Noël paru en 1992
- Henri Pelissier sur son album Plein Cœur Piano Bar de 1992[10].
- Patrick Norman, sur son album Noël sans faim paru en 1992
- Séverine Clair, sur son album Contes et chansons de Noël paru en 1995
- Marie Michèle Desrosiers, sur son album Marie Michèle Desrosiers chante les classiques de Noël paru en 1996
- Roch Voisine, sur son album L'album de Noël paru en 2000
- Bruno Pelletier, sur son album Concert de Noël paru en 2003
- Mario Pelchat, sur son album Noël avec Jireh Gospel Choir paru en 2004
- Marie Denise Pelletier, sur son album Noël, parle-moi paru en 2005
- Chuck Billy and others, sur la compilation We Wish You a Metal Xmas and a Headbanging New Year parue en 2008
- Susan Boyle sur son album I dreamed a dream paru en 2009[11].
- Erasure, sur l'album Snow Globe paru en 2013
- Blackmore's Night sur son EP Here We Come A-Caroling, paru le 4 décembre 2020[12].

## Dans la culture populaire

### Cinéma
Sauf indication contraire ou complémentaire, les informations mentionnées dans cette section proviennent du générique de fin de l'œuvre audiovisuelle présentée ici.
- 2015 : La Vie très privée de Monsieur Sim de Michel Leclerc - dans la bande originale, en version instrumentale.

### Télévision
- 2011 : NCIS : Enquêtes spéciales, saison 9, épisode 11 - en version anglaise
- 2024 : Ici tout commence, épisode 1075 - en version anglaise